# BLACK IRIS
BLACK IRIS(ブラックアイリス)は、2018年3月22日に豊洲PITで行われた"BUZZ-UP"でデビューしたダンス&ボーカルグループ。

## 概要
初期メンバーは、杉本琢弥、川﨑翔太、早野李勇、半田豪、斉藤広樹の5人。
ジャンルにとらわれない楽曲の幅広さ、個性豊かなボーカルとパフォーマンスが魅力。デビューして間もない中、渋谷マウントレーニアホールにて2度のワンマンライブを開催。
2019年3月22日には新宿Renyで行われた1周年ライブにて新メンバーの浅川真樹、西玲人が追加されデビューから勢いに乗る注目の7人組ダンス＆ボーカルグループである。
2019年12月3日に発売された1stミニアルバム『METEOR』はオリコンデイリーランキング1位。ウィークリーランキング3位を獲得した。
2020年8月24日に新メンバーとして、風道千、長島翔平、佐原至恩、山之井歩が加入し11人体制となる。9月20日に恵比寿ガーデンホールにて新体制のライブ。その後、西玲人、山之井歩が脱退して9人体制となる。
2022年11月9日、ワーナーミュージック・ジャパンよりメジャー・デビュー。12月27日のライブをもって初期メンバーだった川崎翔太がグループから脱退、しょたてゃんとしてソロ活動スタート。
2023年1月6日のライブにて脱退した西玲人が再加入。杉本のソロシングル「また明日」がテレビドラマ『＃居酒屋新幹線2』のエンディング曲に使用される。
2023年11月、杉本がグループ無期限活動休止、佐原至恩は脱退を発表。新メンバーとして河原佑樹、西原竜平の加入。
2024年1月6日に恵比寿ガーデンホールにて新体制のライブ。
2025年3月30日、新メンバーの西原竜平が脱退する。

2025年3月31日、無期限活動休止をしていた杉本琢弥が正式にグループを卒業する。

## メンバー
| 氏名     | 生年月日 | 出身     | 血液型 | 加入日        | 備考         |
| -------- | -------- | -------- | ------ | ------------- | ------------ |
| 早野李勇 | 2月15日  | 福岡県   | O型    | 2018年3月22日 |              |
| 半田豪   | 9月2日   | 福岡県   | O型    | 2018年3月22日 |              |
| 斉藤広樹 | 7月3日   | 青森県   | B型    | 2018年3月22日 | サブリーダー |
| 浅川真樹 | 3月3日   | 神奈川県 | O型    | 2019年3月22日 |              |
| 風道千   | 5月15日  | 東京都   | O型    | 2020年9月20日 |              |
| 長島翔平 | 8月10日  | 東京都   | A型    | 2020年9月20日 | リーダー     |
| 西玲人   | 7月30日  | 埼玉県   | A型    | 2023年1月6日  |              |
| 河原佑樹 | 12月2日  | 静岡県   | B型    | 2024年1月6日  |              |

## ディスコグラフィー
| #  | 発売・配信日  | タイトル       | 収録曲 | 形態         | 順位                                                    | 備考         |
| -- | ------------- | -------------- | --- | ------------ | ------------------------------------------------------- | ------------ |
| 1  | 2019年12月3日 | METEO          | 1. METEO 2. BLACK JACK 3. Spotlight 4. Do it 5. I Miss You Girl【B盤】 アイオライト【I盤】                                                       | CD           | オリコンデイリーランキング1位 ウィークリーランキング3位 | ミニアルバム |
| 2  | 2020年9月21日 | PASSWORD       | PASSWORD | デジタル配信 |                                                         |              |
| 3  | 2021年1月31日 | Perfect Crimer | Perfect Crimer | デジタル配信 |                                                         |              |
| 4  | 2021年3月23日 | Fanfare        | Fanfare | デジタル配信 |                                                         |              |
| 5  | 2022年1月11日 | Head Shot      | 1. Head Shot 2. This Forever【Type-A】 Freedom【Type-B】 Sidekick【Type-C】 I don't care【Type-D】 3. Head Shot（Team B） 4. Head Shot（Team I） | CD           | オリコンデイリーランキング1位 ウィークリーランキング2位 | シングル     |
| 6  | 2022年5月4日  | Season's       | Season's | デジタル配信 |                                                         |              |
| 7  | 2022年11月9日 | Super Nova     | 1. Super Nova 2. Chimera 3. TIME | CD           | オリコンデイリーランキング1位 ウィークリーランキング2位 | シングル     |
| 9  | 2023年8月16日 | That That That | 1. That That That 2. Formula 3. Venus 4. Wonder-Land                                                                                             | CD           |                                                         | シングル     |
| 10 | 2024年1月27日 | JET            | JET | デジタル配信 |                                                         |              |
| 11 | 2024年7月21日 | UNCOVER        | UNCOVER | デジタル配信 |                                                         |              |

## 出演

### webドラマ
- 私の”好き”って変ですか？ Case.02（2021年4月1日、YouTubeドラマプロジェクト「私の好きって、変ですか？」） - 西（はる役）、佐原、浅川のみ出演[2]

### テレビドラマ
- ＃居酒屋新幹線2 第5話（2024年2月7日、MBS/TBS系列） - くま 役（杉本。声のみの出演）
  - 眞島秀和 生出演 最終回直前 MBS/TBSドラマ「#居酒屋新幹線2」ニコ生出張編【ゲスト 杉本琢弥 / MC 岡安章介】（2024年2月21日、ニコニコ生放送） - 杉本。ゲスト出演[3]